# 河合敦
河合 敦（かわい あつし、1965年11月21日 - ）は、日本の歴史作家、教育者。多摩大学客員教授(日本史)、早稲田大学非常勤講師。千葉県市川市在住。
早稲田大学教育学部では地理歴史科教育法（日本史分野）を講義している。
代表作は『早わかり日本史』、『窮鼠の一矢』。

## 来歴
東京都町田市出身。東京都立成瀬高等学校卒業、青山学院大学文学部史学科(在学中、古美術研究会に所属)卒業。早稲田大学大学院教育学研究科博士課程単位取得満期退学（社会科教育専攻・日本史）。
『世界一受けたい授業』（日本テレビ）のスペシャル講師、『さんま・福澤のホンマでっか!?ニュース』（フジテレビ）・『謎解き! 江戸のススメ』（BS-TBS）に歴史評論家としてたびたび登場し、歴史の意外なエピソードや真実をわかりやすく紹介して人気を博している。また2012年4月4日から2014年3月26日までラジオワイド番組『上柳昌彦 ごごばん!』（ニッポン放送）15時台コーナー「ハートフルライフ プレミアムトーク」に水曜レギュラーとして出演していた。2021年3月31日からは歴史探偵（NHK総合）の特別顧問として解説を担当している。
ライフワークは「日露戦争を調べ、深く知ること」と語り、軍事郵便や慰問状の研究を得手とする研究者である。

## 出演

### テレビ
- 世界一受けたい授業（日本テレビ）
- さんま・福澤のホンマでっか!?ニュース（フジテレビ）
- ビーバップ!ハイヒール（朝日放送）、カシコブレーンとして（不定期）[4]
- 謎解き!江戸のススメ（BS-TBS）
- お坊さんバラエティ ぶっちゃけ寺（テレビ朝日）
- 歴史探偵（NHK総合）
- 号外!日本史スクープ砲（BS松竹東急）
- 日本史の新常識（BSフジ）
- 英雄たちの花道〜中村勘太郎 歴史の名場面をゆく〜（BSフジ[5]）

### ラジオ
- 上柳昌彦 ごごばん!（ニッポン放送）
- すっぴん! 水曜「ユカイな江戸暮らし」コーナー（NHKラジオ、2017 - 2018年度[6]） - レギュラー解説者

## 著書

### 単著
- 『早わかり日本史 時代の流れが図解でわかる!』日本実業出版社 1997
- 『完全制覇戦国時代 この一冊で歴史に強くなる!』立風書房 1998
- 『忠臣蔵のすべてがわかる本』成美文庫　1998
- 『早わかり江戸時代 時代の流れが図解でわかる!』日本実業出版社 1999
- 『目からウロコの日本史 ここまでわかった!通説のウソと新事実』PHPエディターズ・グループ 1999　のち文庫
- 『徳川御三家の野望 秘められた徳川時代史』光人社 2000　『徳川幕府対御三家・野望と陰謀の三百年』講談社+α文庫
- 『「日本地理」おもしろ雑学』三笠書房・知的生きかた文庫　2000
- 『見事にわかる図解・日本史』成美文庫、2000
- 『目からウロコの近現代史 「激動の時代」の真実を読み解く!』PHPエディターズ・グループ 2000　のち文庫
- 『これならわかる!ナビゲーター日本史B』編著 山川出版社 2001
- 『「最新」日本史がわかる本』三笠書房・知的生きかた文庫　2001
- 『東京12ヵ月歴史散歩』光人社 2001　『江戸・東京ゆうゆう散歩』新人物文庫
- 『早わかり<日本>近現代史 時代の流れが図解でわかる!』日本実業出版社 2001
- 『おもしろくてためになる日本史の雑学事典』日本実業出版社 2002
- 『改革の日本史』学習研究社 2002
- 『参謀は秀吉 勝者たちに学ぶビジネス戦略』河出書房新社 2002
- 『土方歳三 幕末新選組の旅』光人社 2002
- 『目からウロコの太平洋戦争 複雑な戦史がスッキリわかる!』PHPエディターズ・グループ 2002
- 『一冊で読む土方歳三』成美文庫　2003
- 『図解雑学歴史を変えた日本の合戦』ナツメ社 2003
- 『日本の歴史その不思議な結末』三笠書房 知的生きかた文庫　2003
- 『坂本龍馬 幕末志士の旅』光人社 2004
- 『図解雑学沖田総司と新選組隊士』ナツメ社 2004
- 『藩校を歩く 温故知新の旅ガイド』アーク出版 2004
- 『偉人にみる人の育て方』学陽書房 2005　『維新のリーダー 人を動かし、育てる力』光文社知恵の森文庫
- 『「図解」知ってるようで知らない昭和史 意外に知らない「昭和」の全体像を短時間で理解できる教科書』PHP研究所 2005
- 『早わかリ鎌倉・室町時代 時代の流れが図解でわかる!』日本実業出版社　2005
- 『早わかり日本史 アタマにしみ込む!歴史の動き! スーパービジュアル版』日本実業出版社 2005
- 『世界一受けたい日本史の授業 あなたの習った教科書の常識が覆る』二見文庫　2003
- 『なぜ偉人たちは教科書から消えたのか 「肖像画」が語る通説破りの日本史』光文社 2006  のち光文社知恵の森文庫
- 『日本を変えた44人の改革者』学研M文庫　2006
- 『箱館五稜郭物語』光人社 2006
- 『早わかり江戸の決断 武士たちは、どう諸藩を立て直したのか』講談社 2006
- 『ビジュアル・目からウロコの日本史 驚きの連続!面白さバツグン!とっておき歴史エピソード!』PHPエディターズ・グループ 2006
- 『歴史人物「その後」の意外な話 あの有名人の驚きの結末』ベストセラーズ 2006　『日本史重要人物の「意外な」その後』光文社知恵の森文庫
- 『「図解」ふるさとの戦国武将 智将・猛将・参謀たちの教科書には載らない新・真実!』学習研究社 2007
- 『世界一おもしろい江戸の授業』二見文庫　2007
- 『四字熟語で読む日本史』学研新書　2007
- 『教科書から消えた日本史 学校で習った「歴史」は間違いだらけ』光文社 2008
- 『こんなに変わった!「日本史」偉人たちの評判』講談社 2008
- 『数字で読み解く日本史の謎』中央公論新社 2008
- 『図説・河合敦と歩く江戸人物伝 決定版』学習研究社 歴史群像シリーズ 2008
- 『戦国合戦・15のウラ物語』PHP新書　2008
- 『100人日本史 歴史がわかる!』光文社 2009
- 『一冊で読む図説・日本の歴史』成美文庫 2009
- 『驚きの日本史講座 昭和の教科書とこんなに違う』祥伝社黄金文庫 2009
- 『坂本龍馬のビジネススキル』小学館 2009
- 『世界一おもしろい戦国の授業』二見文庫　2009
- 『関ケ原敗者たちの復活戦』グラフ社　2009
- 『誰が坂本龍馬をつくったか』角川SSC新書 2009
- 『岩崎弥太郎と三菱四代』幻冬舎新書　2010
- 『江戸のお裁き 驚きの法律と裁判』角川oneテーマ21 2010
- 『河合敦先生の歴史』学研教育出版 中学生のための特別授業　2010
- 『遷都1300年人物で読む平城京の歴史 奈良の都を彩った主役・脇役・悪役』講談社　2010
- 『ドラマチック日露戦争 近代化の立役者13人の物語』ソフトバンク新書 2010
- 『日本史にみる自分らしい生き方』光人社　2010
- 『目からウロコの幕末事件簿 いま明かされるその真相』PHP研究所 2010
- 『読めばすっきり!よくわかる日本史 旧石器時代から21世紀まで』角川SSC新書 2010
- 『龍馬の運命を決めた五人の男』静山社文庫 2010
- 『二代将軍・徳川秀忠 忍耐する"凡人"の成功哲学』幻冬舎新書 2011
- 『河合敦の思わず話したくなる戦国武将』日本実業出版社　2011
- 『河合敦の戦国武将命運を分けた決戦7名勝負7』日本文芸社　2011
- 『戦争で読み解く日本近現代史 やり直し教養講座』NHK出版新書 2011
- 『平清盛111の謎』成美文庫 2011
- 『豊臣VS徳川・戦国最終決戦』成美文庫 2011
- 『魔王の血脈　信長の天才と狂気はこうして受け継がれた』小学館 2011
- 『河合敦のぶらり大江戸時代劇散歩』学研パブリッシング 2012
- 『子供に自慢できる日本史話のネタ帳』講談社 2012
- 『後白河法皇 平家を滅亡させた黒幕』幻冬舎新書　2012
- 『知られざる日本の偉人たち じつは凄かった!世界に誇れる伝説の10人』だいわ文庫 2012
- 『世界一受けたい日本史の授業』二見書房 2012
- 『平清盛と平家四代 河合敦の、一気にわかる!』講談社 2012
- 『「のぼうの城」に見るリーダー論』角川書店 2012
- 『復興の日本史 いかにして度重なる災害や危機を乗り越えてきたか』祥伝社黄金文庫 2012
- 『マンガでわかる日本史』池田書店 2012
- 『もう一人の「三菱」創業者、岩崎弥之助 企業の真価は二代目で決まる!』ソフトバンク新書 2012
- 『読めばすっきり!よくわかる天皇家の歴史』角川SSC新書 2012
- 『河合敦先生の特別授業日本史人物68』朝日学生新聞社　2013
- 『都立中高一貫校10校の真実 白鷗/両国/小石川/桜修館/武蔵/立川国際/富士/大泉/南多摩/三鷹/区立九段』幻冬舎新書 2013
- 『八重と覚馬 会津の兄妹の幕末明治』廣済堂新書 2013
- 『読めばすっきり!よくわかる日本外交史 弥生時代から21世紀まで』角川SSC新書 2013
- 『裏も表もわかる日本史 意外な真相?驚きの事実! 幕末・維新編』じっぴコンパクト新書 2014
- 『豪商列伝 なぜ彼らは一代で成り上がれたのか』PHPエディターズ・グループ 2014
- 『人生を変える幕末志士たちの言葉』佼成出版社 2014
- 『世界一わかりやすい河合敦の日本史B 第1巻 (〈原始～鎌倉〉の特別講座)』KADOKAWA 2014
- 『天皇陛下を見るとなぜ涙が出るのか 日本人の"天皇観"』双葉新書 2014
- 『殿様は「明治」をどう生きたのか』洋泉社 歴史新書　2014
- 『吉田松陰と久坂玄瑞 高杉晋作、伊藤博文、山県有朋らを輩出した松下村塾の秘密』幻冬舎新書　2014
- 『外国人がみた日本史』ベスト新書 2015
- 『真田幸村 家康をもっとも追いつめた男』小学館新書　2015
- 『「神社」で読み解く日本史の謎』PHP文庫 2015
- 『世界一わかりやすい河合敦の日本史B 第2巻 (〈南北朝～近世〉の特別講座)』KADOKAWA,2015
- 『なぜ、あの名将は敗れたのか』洋泉社　歴史新書　2015
- 『ニュースがよくわかる教養としての日本近現代史』祥伝社　2015
- 『お姫様は「幕末・明治」をどう生きたのか』洋泉社 歴史新書　2016
- 『大学入試問題から学びなおす日本史』河出書房新社 2016
- 『日本人は世界をいかにみてきたか』ベスト新書 2016
- 『祭りの日本史 河合敦の歴史講座』洋泉社 歴史新書　2016
- 『「夢のお告げ」が変えた日本史』KAWADE夢文庫 2016
- 『「お寺」で読み解く日本史の謎』PHP文庫 2017
- 『変と乱の日本史 歴史を変えた18の政変とクーデター』光文社知恵の森文庫 2017
- 『日本史は逆から学べ 近現代から原始・古代まで「どうしてそうなった？」でさかのぼる』光文社知恵の森文庫 2017
- 『徳川四代大江戸を建てる！ 驚きの江戸の町づくり』じっぴコンパクト新書 2017
- 『もうすぐ変わる日本史の教科書 “常識”を塗りかえる新しい定説が続々』KAWADE夢文庫 2017
- 『窮鼠の一矢』新泉社 2017
- 『異説で読み解く明治維新 「あの謎」がすっきり解ける10の物語』イースト・プレス 2017
- 『大久保利通 西郷どんを屠った男』徳間書店 2018
- 『幕末・明治偉人たちの「定年後」 知られざる晩年から学ぶ人生の仕上げ方』WAVE出版 2018
- 『河合敦先生の歴史でござる 人物・テーマごとに深掘り！』朝日学生新聞社 2018
- 『逆転した日本史 聖徳太子、坂本龍馬、鎖国が教科書から消える』扶桑社新書 2018
- 『いっきにわかる！日本史のミカタ 7つの新しい「見方」が日本史学習の最強の「味方」になる！』辰巳出版 2018
- 『日本史は逆から学べ 近現代史集中講義』光文社知恵の森文庫 2018
- 『歴史の勝者にはウラがある 日本人が誤解している戦国史』PHP文庫 2018
- 『旅する歴史家』わたしの旅ブックス(産業編集センター) 2019
- 『テーマ別で読むと驚くほどよくわかる日本史』PHPエディターズ・グループ 2019
- 『ニュースがよくわかる日本史 近現代編』祥伝社黄金文庫 2019
- 『晩節の研究 偉人・賢人の「その後」』幻冬舎新書 2019
- 『突破する。幕末志士の成功流儀』三交社 2019
- 『世界一受けたい日本史の授業』二見レインボー文庫 2019
- 『逆転大名関ケ原からの復活』祥伝社新書 2019
- 『誰も知らない江戸の奇才』サンエイ新書 2019
- 『日本の歴史人物悪人？事典』ワニの学習本 2019
- 『日本史は逆から学べ 江戸・戦国編』光文社知恵の森文庫 2020
- 『禁断の江戸史 教科書に載らない江戸の事件簿』扶桑社新書 2020
- 『知ってる？偉人たちのこんな名言 戦国武将編』ミネルヴァ書房
  1. 天下をとりたかった戦国武将たちの名言 (2020)
  2. 織田信長・豊臣秀吉とライバルたちの名言 (2020)
  3. 初代将軍徳川家康と家臣たちの名言 (2020)
- 『繰り返す日本史 二千年を貫く五つの法則』青春新書INTELLIGENCE 2020
- 『殿様は「明治」をどう生きたのか』扶桑社文庫 2020
- 『逆転無罪！日本史をザワつかせた悪人たち』KAWADE夢文庫 2021
- 『日本史は逆から学べ 図解版』光文社 2021
- 『武将、城を建てる : 戦国の名城を建てた一流の城名人』ポプラ新書、2024

### 共著
- 『徳川将軍家おもしろ意外史 家康・家光・吉宗etc.99の謎』加来耕三共著 二見wai wai文庫　1995

### 現代語訳
- 恩田木工『日暮硯 新訳 藩政改革のバイブルに学ぶ人の動かし方』編訳 PHP研究所 2013

## 監修
- 週刊マンガ日本史/週刊新マンガ日本史（朝日新聞出版、2009-2010年/2010年-2011年）
- 学習漫画 世界の伝記NEXT 新・坂本龍馬（集英社、2010年）
- 北海道の教科書 (大人のための地元再発見シリーズ)（ジェイティビィパブリッシング、2022年）
- アニメ「逃げ上手の若君」(2024年)

## 受賞歴
- 第6回NTTトーク大賞優秀賞
- 第17回郷土史研究大賞優秀賞（新人物往来社）